# Nucras taeniolata
Espèce
Synonymes
- Lacerta taeniolata Smith, 1838

Nucras taeniolata est une espèce de sauriens de la famille des Lacertidae.

## Répartition
Cette espèce est endémique d'Afrique du Sud.

## Taxinomie
La sous-espèce Nucras taeniolata holubi a été élevée au rang d'espèce.

## Publication originale
- Smith, 1838 : Contributions to the Natural History of Southern Africa. Art. VIII. Magazine of natural history, vol. 2, no 14, p. 92-94.